# Schefflera tunkinensis
Schefflera tunkinensis är en araliaväxtart som beskrevs av René Viguier. Schefflera tunkinensis ingår i släktet Schefflera och familjen araliaväxter.
Artens utbredningsområde är Vietnam. Inga underarter finns listade.